# Episodi di Robin Hood (serie televisiva 2006) (terza stagione)
| nº | Titolo originale                     | Titolo italiano                 | Prima TV UK    | Prima TV Italia   |
| -- | ------------------------------------ | ------------------------------- | -------------- | ----------------- |
| 1  | Total Eclipse                        | Eclissi totale                  | 28 marzo 2009  | 13 settembre 2009 |
| 2  | Cause and Effect                     | Causa ed effetto                | 4 aprile 2009  | 13 settembre 2009 |
| 3  | Lost in Translation                  | Inganno mortale                 | 11 aprile 2009 | 20 settembre 2009 |
| 4  | Sins of the Father                   | Le colpe dei padri              | 18 aprile 2009 | 20 settembre 2009 |
| 5  | Let The Game Commence                | L'arma segreta                  | 25 aprile 2009 | 27 settembre 2009 |
| 6  | Do You Love Me?                      | Il male dei re                  | 2 maggio 2009  | 27 settembre 2009 |
| 7  | Too Hot to Handle                    | Troppo caldo per resistere      | 9 maggio 2009  | 4 ottobre 2009    |
| 8  | The King is Dead, Long Live the King | Il Re è morto, lunga vita al Re | 23 maggio 2009 | 4 ottobre 2009    |
| 9  | A Dangerous Deal                     | Un patto pericoloso             | 30 maggio 2009 | 11 ottobre 2009   |
| 10 | Bad Blood                            | Sangue cattivo                  | 6 giugno 2009  | 11 ottobre 2009   |
| 11 | The Enemy of My Enemy                | Il nemico del mio nemico        | 13 giugno 2009 | 18 ottobre 2009   |
| 12 | Something Worth Fighting For, Part 1 | L'ultima battaglia (1)          | 20 giugno 2009 | 18 ottobre 2009   |
| 13 | Something Worth Fighting For, Part 2 | L'ultima battaglia (2)          | 27 giugno 2009 | 25 ottobre 2009   |